# Рогуличный
Рогу́личный — посёлок в Первомайском районе Алтайского края России. Входит в состав Сибирского сельсовета.

## История
Точная дата образования посёлка не установлена. Есть упоминание о деревне Рагуличное, в 19 веке находившейся на дорожно-гужевом пути, который соединял города Новосибирск и Барнаул. Озёра в округе носят имена Рогульное, Рогулёво, Рогулино и Рогуличное, вероятно, наименование посёлка связано с одним из озёр.
В советскую эпоху в посёлке Рогуличное, богатом землями и молочным животноводством, находилось отделение Сибирской птицефабрики и колхоз «Большевик».

## География
Посёлок находится возле Западно-Сибирской железной дороги, в лесостепной зоне.
Расстояние до Новоалтайска — 30 км, до Барнаула — 33 км.
Ближайшие населенные пункты
Озерки 4 км, Сибирский 8 км, Лесная Поляна 9 км, Октябрьское 10 км, Голышево 10 км, Костяки 11 км, Лесной 13 км, Казачий 14 км, Волга 15 км, Повалиха 15 км.
Климат
Климат континентальный. Продолжительность периода с устойчивым снежным покровом составляет 160—170 дней, абсолютный минимум температуры воздуха достигает −50 °C. Средняя температура января −19,9 °C, июля +19 °C. Безморозный период длится 110—115 дней, абсолютный максимум температуры воздуха достигает +33-35 °C. Годовое количество атмосферных осадков — 360 мм.

## Население
| 1997 | 1998 | 1999 | 2000 | 2001 | 2002 | 2003 |
| ---- | ---- | ---- | ---- | ---- | ---- | ---- |
| 428  | ↘424 | ↗444 | ↘430 | ↘428 | ↘416 | ↘414 |
| 2004 | 2005 | 2006 | 2007 | 2008 | 2009 | 2010 |
| ↗421 | ↗426 | ↘419 | ↘414 | ↘404 | ↗424 | ↘418 |
| 2011 | 2012 | 2013 |      |      |      |      |
| ↘417 | ↘407 | ↗414 |      |      |      |      |

## Инфраструктура
В посёлке есть КФК, производственный кооператив СПК «Рагуличное» по выращиванию кормовых культур, заготовке растительных кормов, МКОУ «Рогуличная ООШ», магазины, ФАП, сельский клуб.

## Транспорт
Посёлок соединяет с районным и областным центром федеральная автомагистраль Р-256 Чуйский тракт (Новосибирск—Бийск—Монголия) и сеть региональных автодорог. Ближайшая крупная железнодорожная станция Алтайская находится в городе Новоалтайск. Ближайший пункт пригородного железнодорожного сообщения — станция Озерки.